# Muscoherzogia pauperculata
Muscoherzogia pauperculata là một loài Rêu trong họ Dicranaceae. Loài này được (Thér. & Herzog) Ochyra mô tả khoa học đầu tiên năm 1982.